# Giovanni Gamberoni
Giovanni Gamberoni (Comerio, 24 settembre 1868 – Vercelli, 17 febbraio 1929) è stato un arcivescovo cattolico italiano.

## Biografia
Nato a Comerio il 24 settembre 1868, venne nominato da papa Pio X vescovo di Chiavari, ricevendo la consacrazione episcopale per le mani dell'arcivescovo di Milano, cardinale Andrea Carlo Ferrari, ora beato.
Il 22 marzo 1917 papa Benedetto XV lo insignì della carica di arcivescovo di Vercelli, che detenne fino alla morte, avvenuta nella stessa Vercelli il 17 febbraio 1929, all'età di 60 anni.

## Genealogia episcopale e successione apostolica
La genealogia episcopale è:
- Cardinale Scipione Rebiba
- Cardinale Giulio Antonio Santori
- Cardinale Girolamo Bernerio, O.P.
- Arcivescovo Galeazzo Sanvitale
- Cardinale Ludovico Ludovisi
- Cardinale Luigi Caetani
- Cardinale Ulderico Carpegna
- Cardinale Paluzzo Paluzzi Altieri degli Albertoni
- Papa Benedetto XIII
- Papa Benedetto XIV
- Papa Clemente XIII
- Cardinale Marcantonio Colonna
- Cardinale Giacinto Sigismondo Gerdil, B.
- Cardinale Giulio Maria della Somaglia
- Cardinale Carlo Odescalchi, S.I.
- Cardinale Costantino Patrizi Naro
- Cardinale Lucido Maria Parocchi
- Cardinale Andrea Carlo Ferrari
- Arcivescovo Giovanni Gamberoni

La successione apostolica è:
- Vescovo Albino Morera (1923)
- Vescovo Lorenzo Delponte (1923)